# كين هوارد (رسام)
كين هوارد (بالإنجليزية: Ken Howard)‏ هو رسام بريطاني، ولد في 26 ديسمبر 1932 في لندن في المملكة المتحدة.